# Jan Vreede
Jan Johannes Anthonij Arnoldus Vreede (Wijchen, 11 januari 1900 – Amsterdam, 17 februari 1989) was een Nederlands zeiler.
Vreede nam deel aan de Olympische Zomerspelen 1924 waar hij met Joop Carp en Johannes Guépin in de Willem VI een bronzen medaille won op de gemengde 6 meter-klasse. Hij werkte als arts in Amsterdam.
Joop Carp (stuurman) · 
Johannes Guépin · 
Jan Vreede